# Bagnoli del Trigno
Bagnoli del Trigno (Vagnuolë in molisano) è un comune italiano di 612 abitanti della provincia di Isernia in Molise.

## Storia

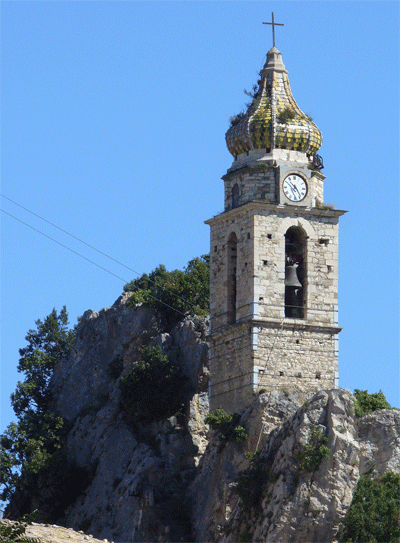
Il campanile di San Silvestro, costruito sullo sperone di roccia cui si attacca l'estremità della chiesa

Le origini del paese sono ignote e si fanno risalire a diverse leggende, secondo le quali Bagnoli sarebbe stata fondata in una da un Duca che si abbevera nelle acque del Trigno, in un'altra con la costruzione di agglomerati urbani intorno a una sorgente termale (Balneoli, da cui il nome) e infine da alcune tribù per trovare riparo dalle invasioni barbariche. Le prime notizie storiche risalgono al medioevo, quando il feudo era parte del Contado del Molise. Successivamente, dopo una serie di passaggi di proprietà anche tra signori francesi e spagnoli, diventa parte del Regno di Napoli e successivamente del Regno d'Italia.
Durante la seconda guerra mondiale, tra il 25 ottobre e il 5 novembre del 1943, il paese venne coinvolto nei combattimenti della battaglia del Trigno, e più di sei civili trovarono la morte.
Nel corso del novecento il paese ha subito un forte spopolamento causato dell'emigrazione in particolare verso Roma.

### Simboli
Lo stemma del comune di Bagnoli del Trigno è stato concesso con decreto del presidente della Repubblica del 27 febbraio 2009.
Il gonfalone è un drappo partito di bianco e di verde.

## Monumenti e luoghi d'interesse

### Architetture religiose
- Chiesa di San Silvestro Papa: si trova arroccata sullo sperone roccioso che sovrasta l'abitato. Realizzata tra il XIII e il XIV secolo, fu rifatta nell'interno dopo i terremoti del XVIII secolo. La caratteristica della chiesa è quella di essere incastrata tra due parti della montagna rocciosa, lasciando visibili solo le pareti laterali, il portale di accesso maggiore in stile gotico, sulla parete laterale, e il campanile. Caratteristica la copertura cipollina della cupola della torre, in maiolica colorata, ha pianta quadrangolare, in blocchi di pietra concia, e ha la sua base incastonata proprio nella roccia. Di interesse anche il portale romanico-gotico, con triplice ordine di colonnine su due stipiti, e le due che sono più interne, possiedono il fusto ornato da bassorilievi tortili, mentre i capitelli raffigurano volti umani. L'interno ha tre navate, sulla parete di fondo si trova la cantoria con l'organo a canne, sulla parete a destra c'è un Crocifisso ligneo con le braccia snodabili, usato anche per la processione del Venerdì santo, mentre presso l'ingresso secondario si trova una lapide commemorativa del restauro voluto dal vescovo di Trivento Mons. Alfonso Mariconda.

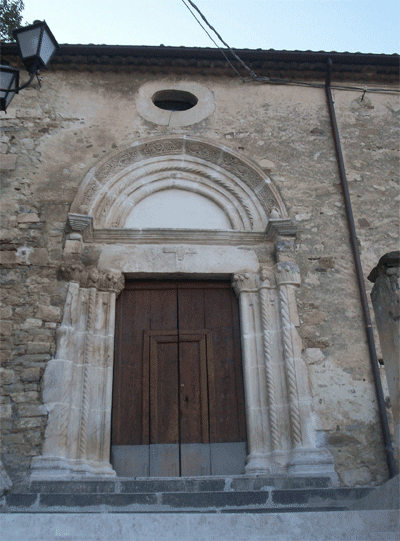
Portale romanico-gotico di San Silvestro

- Chiesa parrocchiale di Santa Maria Assunta: si trova nella parte bassa del paese, e risulta la chiesa più grande di Bagnoli. La chiesa risale al XVIII secolo, come attesta l'epigrafe sopra l'arco trionfale dell'altare maggiore, datata 1726. Restaurato varie volte, l'edificio è rimasto chiuso dal 2009 per danni provocati dal terremoto dell'Aquila e riaperto il 25 marzo 2018. La chiesa ha un impianto rettangolare con la facciata rimasta incompiuta, caratterizzata da raccordi ondulati laterali che terminano alle estremità del cornicione mezzano marcapiano. L'insieme è frutto di un rifacimento in mattoni degli anni '50, che snatura tutto il contesto, mentre aspetto vagamente antico lo ha il campanile turrito, in blocchi di pietra montana squadrati, con lanterna sommitale ottagonale che contiene la cupoletta a cipolla, simile a quella di San Silvestro. Il campanile conserva nel concerto la campana più grande di Bagnoli, fusa dalla Pontificia fonderia Marinelli della vicina Agnone. L'interno è a navata unica, con stucchi policromi e dorati tipici dell'epoca tardo barocca, l'altare ha una volta a calotta con in rilievo la Piramide della Massoneria, e il tabernacolo centrale contiene tre nicchie con al centro la statua di Cristo redentore, a sinistra la Madonna e a destra San Giuseppe col Bambino.
- Chiesa di Santa Caterina d'Alessandria: è una delle chiese storiche più antiche di Bagnoli, posta nel rione sotto il costone roccioso che contiene la chiesa di San Silvestro. Risalente forse al XII-XIII secolo, non è sempre aperta. L'interno è molto semplice, con alcuni fastigi barocchi, mentre l'esterno è assai modesto, in pietra concia irregolare, a impianto quadrangolare irregolare, tanto che l'edificio si confonderebbe con le case contadine, se non fosse per il portale architravato, d'epoca rinascimentale con alcuni fregi ornamentali, e il campanile centrale a vela.
- Cappella di San Michele arcangelo: posta nella periferia campestre, a nord di Bagnoli, è una cappella ottocentesca in stile neoclassico, ad impianto rettangolare con soffitto spiovente. La facciata ha un portale a lunetta ed arcata a tutto sesto, inquadrata in una cornice leggermente aggettante, che ricopre gran parte dello spazio di facciata, con architrave alla greca, e sovrastante timpano a cornice spezzata, i cui tronconi si raccordano a volute.
- Santuario della Madonna di Fátima: posta un poco in periferia, in via G. Nicola Rossi, si tratta di una chiesa moderna, realizzata negli anni '70. Ha aspetto esterno assai semplice, ricalcando la tradizione dell'impianto rettangolare con facciata architravata e portale con timpano, e torre campanaria sormontata da cuspide. L'interno è molto sobrio, ricalcando le forme neoromaniche, con ordine regolare di vetrate policrome, abside semicircolare con il presbiterio rialzato, preceduto da arco trionfale, e soffitto a spioventi e capriate lignee. Di interesse l'arredo dei dipinti, delle statue, soprattutto la Madonna di Fatima.

### Architetture militari
- Castello ducale Sanfelice: si trova in cima alla montagna rocciosa del paese, a 783 m. circa s.l.m, a guardia del rione Terra di Sopra. Il castello venne eretto intorno all'XI secolo, durante il dominio normanno della famiglia di Beraldo Conte di Isernia; durante il dominio svevo del XIII secolo, il castello fu proprietà dei Conti di Molise. Nel XVI secolo passò ai D'Avalos di Vasto, mentre gli ultimi feudatari sino al 1806 furono i Sanfelice, da cui il nome. Il castello di Bagnoli era un ottimo presidio di guardia del tratturo Castel di Sangro-Lucera, compito che la fortezza perse man mano che i secoli passavano, sino all'abbandono nel XIX secolo. Infatti il castello, prima del corposo restauro della Soprintendenza, era in condizioni precarie poiché solo una porzione era ancora usata come abitazione, mentre il resto minacciava di crollare. Dell'antica pianta quadrata del castello faceva parte la torre longobarda-normanna; in epoca rinascimentale vennero aggiunti altri spazi come quello affacciato sulla vallata, affinché il castello divenisse residenza signorile, insieme alla loggia del piano nobile. Modifiche ulteriori furono apportate con il portale cinquecentesco di accesso, le scuderie e il cortile superiore con giardino.
- Rudere del Castello di Sprondasino: si trova lungo la strada tra Bagnoli e Civitanova del Sannio, in località Colle Terra Vecchia. La posizione del castello era strategica per il controllo dei pellegrini, dei mercanti e dei pastori transumanti che attraversavano il tratturo Celano-Foggia, passando per Bagnoli e Pietrabbondante. Il castello è menzionato nel Catalogus baronum del XII secolo, appartenente al feudo di "Matheus". Nel 1270 Carlo I d'Angiò affidò il castello a Guglielmo di Rifonso di Avignone, nel 1272 passò a Guglielmo di Savors, nel 1415 era proprietà di Antonio d'Evoli di Castropignano, poi andò a Paolo di Sangro insieme al feudo di Civitacampomarano. Il forte terremoto del 1456 danneggiò gravemente la struttura, che venne abbandonata sino alla scomparsa quasi totale. Il castello aveva pianta trapezoidale, oggi è visibile parte di una torre.

### Architetture civili e pubbliche
- Scalinata Sanfelice: è di moderna realizzazione, rispettando tuttavia i canoni dell'antico, utilizzando il sampietrino o il laterizio tagliato. Si tratta di una tortuosa e suggestiva scalinata del rione superiore, che parte dalla chiesa di Santa Maria Assunta, e attraverso cambi di marcia a zig-zag, arriva al castello.
- Casa romana: situata nel centro storico, non è da ricollegare alla presenza dei Romani, ma piuttosto a quel periodo che va dal XV al XVI secolo, in cui il Molise, al livello architettonico, subì l'influsso aragonese-catalano. Così come nella vicina Agnone ci sono le cornici dei portali delle botteghe con motivi stilistici che fanno chiaro riferimento alla presenza veneziana, la casa romana di Bagnoli s'ispira alle case patrizie di Roma, e testimonianza è l'elegante finestra bifora ad archi trilobati, con ricchi capitelli fogliati, e un motivo a rilievo tondeggiante al centro dei due archetti ogivali.
- Monumento ai Caduti: situato in Piazza Umberto I, è stato realizzato appena dopo il 1918, e restaurato dopo il 1945. Si tratta di un cippo in pietra composto da due dadi quadrati, su cui è collocata l'effigie a grandezza naturale di un soldato, con il braccio destro levato.
- Fonte Vecchia: posta sulla via omonima, è lo storico lavatoio per le donne del paese, nonché secolare fonte di approvvigionamento idrico. La fonte è incassata nella collina acquifera, ed ha rivestimento in blocchi di pietra, con una grande vasca centrale per essere usata come abbeveratoio e vasca di sciacquo, mentre dal fronte una cannella fa sgorgare l'acqua. Una lapide indica l'anno di restauro 1923.
- Piazza Olmo: è una piccola villa comunale al centro di Bagnoli di sotto. La piazzetta si apre a ventaglio irregolare, con mattonelle policrome in modo da formare stilisticamente una sorta di compasso che traccia delle linee. Più in basso a valle, tra le case, si trovano dei campi sistemati a girapoggio, onde evitare frane.

### Natura
- Parco Lippucci: si trova nella zona del cimitero.
- Parco delle Morge: è un'istituzione recente che tutela e valorizza il territorio molisano centrale, di confine tra le due province di Campobasso e Isernia, comprendente altri comuni, oltre a Bagnoli, quali Limosano, Pietracupa, Salcito, Trivento, Oratino, Montefalcone nel Sannio, Roccavivara. Il territorio circostante è costituito prevalentemente da formazioni sedimentarie, gran parte delle quali sono di ambiente marino; su di esse poggiano le recenti formazioni di ambiente regionale. Il parco valorizza dunque il processo di litostratigrafia del suolo, relativo alle diverse situazioni delle diverse ere, fino alle più recenti formazioni dell'ambiente.

## Società

### Evoluzione demografica
A giugno 2018, gli abitanti censiti dall'Istat sono 703, con una forte incidenza della popolazione anziana. Al 1º gennaio 2018, gli abitanti sotto i 40 anni erano 243, mentre gli over 60 erano 300.
Abitanti censiti

## Cultura
Musei
Museo permanente del presepe
Museo delle tradizioni

### Eventi
- le "'ndocce" sono delle torce, simili a quelle di Agnone, che sfilano per le strade del paese durante il periodo natalizio,
- sfilata dei carri di Carnevale associati ai "Mesi",
- 8 maggio festa di San Michele,
- festa della Madonna dei Miracoli il 16 giugno,
- 18 agosto festa di Santa Caterina,
- 19 agosto "la firia",
- il 20 agosto si celebra la festa patronale di San Vitale,
- festa di Sant'Antonio il 21 agosto,
- festa della Madonna di Fátima il 27 agosto,
- festa della Madonna di Vallebruna l'8 settembre,
- festa di Sant'Emidio il 9 ottobre,
- festa Frammenti d'Antico[13] che si svolge il 18 agosto in onore di Santa Caterina con sfilate in costume medievale,
- festa di Topolino il 24 agosto.

## Economia
Le attività principali della città sono l'agricoltura e la pastorizia, ma negli ultimi anni sono sorte diversi tipi di attività come quelle edili, dell'industria dell'acqua e dell'artigianato con la lavorazione delle pietre

## Amministrazione
Di seguito è presentata una tabella relativa alle amministrazioni che si sono succedute in questo comune.
| Periodo        | Periodo        | Primo cittadino   | Partito                                 | Carica  | Note   |
| -------------- | -------------- | ----------------- | --------------------------------------- | ------- | ------ |
| 14 giugno 1988 | 27 aprile 1997 | Angelo Camele     | Partito Socialista Democratico Italiano | Sindaco | [ 15 ] |
| 28 aprile 1997 | 14 maggio 2001 | Angelo Camele     | Forza Italia                            | Sindaco | [ 15 ] |
| 14 maggio 2001 | 16 maggio 2011 | Lello De Vita     | Lista civica                            | Sindaco | [ 15 ] |
| 16 maggio 2011 | 4 ottobre 2021 | Angelo Camele     | Lista civica: Camele sindaco            | Sindaco | [ 15 ] |
| 5 ottobre 2021 | in carica      | Giancarlo Ianiero | Lista civica: Siamo Bagnoli             | Sindaco | [ 15 ] |